# Ralf Schumacher

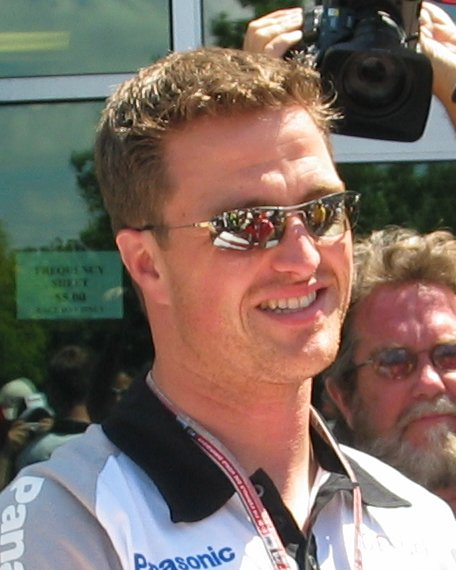
Ralf Schumacher

Ralf Schumacher (Hürth-Hermülheim, 30 de juny de 1975) és un pilot alemany de Fórmula 1, actualment retirat de les carreres. El seu últim equip va ser Toyota, el qual va abandonar després del campionat 2007. És a més el germà petit del campió de la categoria de fórmula 1 Michael Schumacher.